# Piotr Stanke
Piotr Jerzy Stanke (ur. 24 lipca 1957 w Chojnicach) – polski polityk, przedsiębiorca i samorządowiec, poseł na Sejm VI kadencji.

## Życiorys
Ukończył studia politologiczne na Wydziale Humanistycznym Akademii Bydgoskiej im. Kazimierza Wielkiego, a także studia podyplomowe z zakresu nauk o rodzinie na Uniwersytecie Kardynała Stefana Wyszyńskiego w Warszawie.
Pracował jako inspektor ds. zaopatrzenia w Bydgoskim Przedsiębiorstwie Budownictwa Ogólnego. Od 1982 do 2002 prowadził własną działalność gospodarczą. Później do 2007 był prezesem Spółdzielni Rzemieślniczej w Chojnicach. W 2007 przez kilka miesięcy pracował w kierownictwie urzędu gminy Chojnice jako dyrektor gminnego zespołu oświaty. W latach 2005–2007 zasiadał w sejmiku pomorskim, pełniąc w nim funkcję wiceprzewodniczącego. Został członkiem władz Polskiej Federacji Stowarzyszeń Rodzin Katolickich, prezesem SRK w diecezji pelplińskiej i członkiem Polskiego Towarzystwa Morskiego im. Eugeniusza Kwiatkowskiego.
Działał w ZChN. W wyborach samorządowych w 1998 bezskutecznie ubiegał się o mandat radnego powiatu chojnickiego z listy Akcji Wyborczej Solidarność. W wyborach parlamentarnych w 2001 bez powodzenia kandydował do Sejmu z listy Ligi Polskich Rodzin (otrzymał 4656 głosów). Później przystąpił do Prawa i Sprawiedliwości, w którym objął funkcję wiceprezesa zarządu okręgowego. Z jego tego ugrupowania w wyborach w 2005 ponownie nie uzyskał mandatu poselskiego, a w wyborach parlamentarnych w 2007 został wybrany na posła na Sejm VI kadencji, otrzymując w okręgu gdyńsko-słupskim 8824 głosy. Wszedł w skład Komisji Gospodarki oraz Komisji Polityki Społecznej i Rodziny. W 2011 nie został ponownie wybrany. Powołany wkrótce na zastępcę wójta gminy Chojnice. W 2014 uzyskał mandat radnego rady powiatu, który złożył na początku 2015, pozostając na dotychczasowym stanowisku wicewójta. Zakończył pełnienie tej funkcji w 2022, odchodząc na emeryturę.

## Odznaczenia
W 2003, za wyjątkowo sumienne wykonywanie obowiązków wynikających z pracy zawodowej, został odznaczony przez prezydenta Aleksandra Kwaśniewskiego Brązowym Krzyżem Zasługi.